# 比弗丹鎮區 (北卡羅萊納州里奇蒙縣)
比弗丹鎮區（英語：Beaverdam Township）是位於美國北卡羅萊納州里奇蒙縣的一個鎮區。

## 地方資料
比弗丹鎮區的面積為246.30平方千米，皆為陸地。根據2020年美國人口普查的數據，當地共有人口3666人，而人口密度為每平方千米14.88人。